# Földessy János
Földessy János (Budapest, 1888. május 8. – Budapest, 1965. május 16.) ügyvéd, újságíró, nemzeti labdarúgó-játékvezető, sporttisztségviselő, a magyar labdarúgó-válogatott szövetségi kapitánya.

## Életpályája
Budapesten végzett jogot, utána ügyvédi irodát nyitott s mint jogász működött. Újságíró, a Pesti Napló sportrovatvezetője, aki szakmája mellett aktívan vett részt a sportéletben. A Budapesti Egyetemi Atlétikai Club (BEAC)-ban sportolt és később a vezetőség tagja is lett. 1909-től a labdarúgás hű krónikása. Ő szerkesztette az első Magyar football évkönyvet. Mint sportújságíró dolgozott a Sporthírlap, a Magyarország és a Labdarúgás munkatársaként.
Játékvezetésből Budapesten az MLSZ Bíróvizsgáló Bizottság (BB) előtt elméleti és gyakorlati vizsgát tett. Az MLSZ által üzemeltetett bajnokságokban tevékenykedett. AZ MLSZ BB javaslatára NB II-es, majd 1923-tól NB I-es bíró. Küldési gyakorlat szerint rendszeres partbírói szolgálatot is végzett. 1908–1914 között a futballbíráskodás harmadik generációjának legjobb játékvezetői között tartják nyilván. A nemzeti játékvezetéstől 1923-ban visszavonult. NB I-es mérkőzéseinek száma: 4.
| Időpont            | Helyszín                        | Mérkőzés típusa          | Mérkőzés                        | Eredmény | Nézők száma |
| ------------------ | ------------------------------- | ------------------------ | ------------------------------- | -------- | ----------- |
| 1923. október 14.  | Hungária krt. Stadion, Budapest | első NB I-es mérkőzése   | Törekvés SE–Újpesti Törekvés SE | 1 – 2    | 3500        |
| 1923. november 21. | Hungária krt. Stadion, Budapest | utolsó NB I-es mérkőzése | Törekvés SE–Kispesti AC         | 4 – 0    | 2500        |

1910-ben a Sporthírlap szorgalmazta az önálló bírótestület megalakítását, Oprée Rezső, Herczog Ede, ifj. Földessy János, Speidl Zoltán és Vida Henrik kidolgozta a testület alapszabály tervezetét és a kötendő kartell pontjait, de a testület megalakítását féltékenységből (nem tudnának beleszólni a bíróküldésbe) ismét elodázták.
Az MLSZ alelnöke (BEAC) közkívánatra 1928–1929 között 6 találkozó erejéig (6 mérkőzés: 3 győzelem, 2 döntetlen, 1 vereség) tudta vállalni a kapitányságot, de teljhatalmat kért és kapott mind az egyesületekkel (műsor), mind a játékosokkal szemben. Tóth Istvánt választotta állandó edzőéjül. Teljhatalmával (állandó előkészületek, csapat túráról történő visszarendelésekkel) kivívta az elégedetlen profi-vezérek haragját, akik összefogva sportsajtóval, félreállították.

## Kötetei
- A magyar válogatott futballisták könyve; Athenaeum, Bp., 1926 (Az Athenaeum sportkönyvtára 3. Futballsorozat)
- A magyar futball és a Magyar Labdarúgók Szövetsége. 1897, 1901, 1925; szerk. Földessy János; Magyar Labdarúgók Szövetsége, Bp., 1926
- Földessy János: A labdarúgó játék szabályai. A Magyar Labdarúgó Játékvezetők Testületének hivatalos szabálykönyve. Minden paragrafus után: Tájékoztató a labdarúgó közönség számára; bev. Ábrai Zsigmond / Barna Béla: Az előnyszabály; Balázs Ny., Bp., 1946
- Olimpiai kis lexikon; Ifjúsági, Bp., 1956
- A magyar labdarúgás 60 éve; Sport, Bp., 1958
- Olimpiai kis lexikon; bőv. kiad.; Ifjúsági, Bp., 1960
- A magyar labdarúgás és a 60 éves MLSZ; Sport, Bp., 1960
- Földessy János–Hoffer József–Pánczél Lajos: A labdarúgó világbajnokságok; Sport–Medicina, Bp., 1962

## Statisztika

### Mérkőzései szövetségi kapitányként
| Magyarország | Magyarország        | Magyarország                    | Magyarország  | Magyarország | Magyarország | Magyarország | Magyarország | Magyarország |
| #            | Dátum               | Helyszín                        | Hazai         | Eredmény     | Vendég       | Kiírás       | Gólok        | Esemény      |
| ------------ | ------------------- | ------------------------------- | ------------- | ------------ | ------------ | ------------ | ------------ | ------------ |
| 1.           | 1928. november 1.   | Budapest, Üllői úti pálya       | Magyarország  | 3 – 1        | Svájc        | Európa-kupa  | -            |              |
| 2.           | 1929. február 24.   | Párizs                          | Franciaország | 3 – 0        | Magyarország | barátságos   | -            |              |
| 3.           | 1929. április 14.   | Bern                            | Svájc         | 4 – 5        | Magyarország | Európa-kupa  | -            |              |
| 4.           | 1929. május 5.      | Bécs, Hohe Warte                | Ausztria      | 2 – 2        | Magyarország | barátságos   | -            |              |
| 5.           | 1929. szeptember 8. | Prága                           | Csehszlovákia | 1 – 1        | Magyarország | Európa-kupa  | -            |              |
| 6.           | 1929. október 6.    | Budapest, Hungária körúti pálya | Magyarország  | 2 – 1        | Ausztria     | barátságos   | -            |              |
|              | Összesen            |                                 |               | -            | mérkőzés     |              | -            | gól          |